# سناء قديح
سناء عبد الهادي قديح «أم علاء»  (1972 – 21 آذار 2004) امرأة فلسطينية من عبسان الكبيرة في غزة وهي أم لأربعة أطفال، تنتمي لكتائب القسام الجناح العسكري لحماس، توفيت في 21 مارس 2004 بعد أن خاضت معركة شرسة برفقة زوجها القائد «باسم قديح»، فشاركت في التغطية على تنفيذ زوجها لعملية انتحارية من خلال تفجير نفسه في جنود الاحتلال الذين حاولوا اقتحام بيته لاعتقاله.

## تفاصيل العملية
في تمام الساعة الثانية من صباح يوم الأحد الموافق 21/3/2004 م قامت قوات الاحتلال الصهيوني باجتياح قريتها قاصدة بيتها لاعتقال وتصفية زوجها الشهيد باسم قديح أحد قادة كتائب الشهيد عز الدين القسام بعد أن رفض الاستسلام لقوات الاحتلال التي حاصرت منزله بالقرية.
وعند اكتشافهم للقوات الخاصة من جيش الاحتلال الصهيوني بجوار منزلهم انطلقوا لمقاومتهم بكل ما يملكون من عدة وعتاد، وأُفتتحت المعركة بتفجيرهم لعبوة ناسفة تم زرعها مسبقاً بجوار منزلهم في جيش الاحتلال.
عندما اشتدت حمى المعركة بين قوات الاحتلال وبين زوحها باسم، وعندما أيقن موعده مع الشهادة طلب من زوجته الخروج من المنزل مع أبنائها ليستمر في المقاومة وحده.
ولكنها أبت إلا وأن تشاركه في المعركة ضد جنود الاحتلال المعتدين، ففضلت البقاء معه. فحملت السلاح الذي تلقت التدريب عليه سابقاً من قبل زوجها استعداداً لمثل هكذا حالات.
وبعد ساعات من القتال والحصار وهم يتنقلون من مكان إلى آخر داخل منزلهم ورشاشات سناء وباسم لم تهدأ، بدأ باسم بنفسه ففجر حزامه الناسف الذي لفه حول وسطه تحت غطاء ناري من زوجته سناء.
وما هي إلا دقائق قليلة لم تصبر خلالها سناء فراق زوجها باسم حتى قصفتها طائرات الجيش الإسرائيلي بصاروخ موجه لتكون الاستشهادية الثانية في قطاع غزة والثامنة على مستوى فلسطين، فتنضم بذلك إلى قافلة «الاستشهاديات الفلسطينيات».
وعلى ما يبدو أن المعركة لم تكن بمثابة نزهه للمحتلين فقد ذكره شهود العيان انهم شاهدوا سيارات إسعاف الجيش الصهيوني تأتي إلى مكان العملية لنقل إصاباتهم، كما وأكدوا رؤيتهم لبقايا من ناقلة جند تم تفجيرها في نفس المكان.
وبعد ذلك نسفت قوات الاحتلال الإسرائيلية ثلاثة منازل بالقرية، واعتقلت عددا من أفراد عائلة قديح.